# ディエゴ・ガブリエル・チャベス
ディエゴ・ガブリエル・チャベス（Diego Gabriel Chaves、1986年4月7日 - ）は、アルゼンチンのプロボクサー。ブエノスアイレス州サン・ミゲル出身。元WBA世界ウェルター級暫定王者。

## 来歴

### アマチュア時代
2005年、中華人民共和国綿陽市で開催された世界ボクシング選手権にウェルター級（69kg）で出場したが、1回戦で敗退した。
2007年、パンアメリカン競技大会にウェルター級（69kg）で出場したが、デメトリアス・アンドラーデに敗れ、2回戦で敗退した。

### プロ時代
2008年7月5日、ブエノスアイレス州カステリのクルブ・デポルティーボ・カステリでデビュー戦を行い、3回52秒KO勝ちを収めた。
2009年7月18日、ウイリラン・サンタナ・バラウナとWBOラテンアメリカスーパーウェルター級王座決定戦で対戦し、初回KO勝ちで王座獲得に成功。その後同王座は1度防衛した。
その後ウェルター級に転級。
2010年1月23日、ウェルター級テスト戦を空位の地域タイトルでもあるWBOラテンアメリカウェルター級王座決定戦でダニエル・サボイアと対戦し、4回TKO勝ちで王座獲得に成功した。その後同王座は5度防衛した。
2012年7月21日、ブエノスアイレス州ホセ・レオン・スアレスのソシエダ・アレマーナ・デ・ヒムナシア・デ・ビヤ・バエステルでWBA世界ウェルター級暫定王者イスマエル・エル・マスウーディと対戦し、2回にエル・マスウーディから2度ダウンを奪い、そのまま10カウント。2回1分15秒KO勝ちを収め王座を獲得した。試合後のインタビューで「正規王者ポール・マリナッジと統一戦をやりたい」と話し、王座統一を狙っていることを明かした。
2012年9月22日、ブエノスアイレスのエスタディオ・ルナ・パルクにて、ホセ・ミランダと対戦し2回TKO勝ちで初防衛に成功した。
2013年7月27日、テキサス州・サンアントニオにあるAT&Tセンターでキース・サーマンと対戦し、序盤は互角な打撃戦になったが、中盤以降はサーマンが、的確に強打を当ててペースをつかむと9回には左ボディフックでダウンを奪われた。10回には右フックでダウンを奪われるとレフェリーがカウントを途中でストップ。プロ初黒星となる10回28秒KO負けを喫し2度目の防衛に失敗、王座から陥落した。
2014年8月2日、ネバダ州ラスベガスのザ・コスモポリタン内チェルシー・ボール・ルームで元WBA世界ライト級王者ブランドン・リオスとウェルター級契約10回戦を行うが、荒れた試合展開となり、3回にホールディングでチャベスに減点、5回にテイクダウンをしたとしてリオスに減点、8回にはリオスの顔に酷くグローブを押し付けたとしてチャベスから2度目の減点、9回にはプロレス技のDDTのような状態で両者がマットへ倒れこみ、ここでの減点は無かったが、それまでにレフェリーがバッティングやエルボーなどで両者に再三注意を与えていたことで、再び両者がもみ合ったところでチャベスの反則負けを宣言し、すっきりしない終わり方ながらもチャベスは9回1分26秒失格負けを喫した。試合終了時の採点は、75-74で2者がチャベス、75-74で1者がリオスと1ポイントながらチャベスがリードしていた。なお、システムの不調が原因で入国ビザの発給が遅れたことで、アルゼンチンから15時間のフライトを経て試合2日前にようやくチャベスがアメリカ入りをするなど、試合前からドタバタがみられた。
2014年12月13日、ネバダ州ラスベガスのザ・コスモポリタン内チェルシー・ボール・ルームでティモシー・ブラッドリーと対戦し、1-1（113-115、112-116、114-114）の判定で引き分けた。この試合でチャベスは3万5千ドル（約350万円）、ブラッドリーは200万ドル（約2億円）のファイトマネーを獲得した。
2015年10月24日、シェフィールドのシェフィールド・アリーナでIBF世界ウェルター級王者ケル・ブルックと対戦しWBAに続く王座獲得を目指したが、同月15日のスパーリング中にブルックが肋骨を骨折した為延期になった。
2017年12月15日、カリフォルニア州ランカスターのピオナー・イベント・センターでジャーマル・ジェームスと対戦し、3回2分12秒KO負けを喫した。
2019年12月19日、バランキージャのコリセオ・シュガー・ベイビー・ロハスでWBAフェデボルスーパーウェルター級王者のガブリエル・マエストレと対戦し、4回2分14秒TKO負けを喫し王座を獲得出来なかった。

## 獲得タイトル
- WBOラテンアメリカスーパーウェルター級王座
- WBOラテンアメリカウェルター級王座
- WBA世界ウェルター級暫定王座(防衛1)